# Slaňovací osma

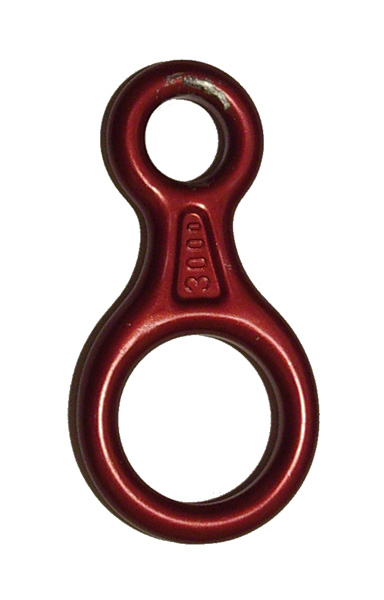
Slaňovací osma

Slaňovací osma je prostředek používaný v horolezectví pro slaňování na jednoduchém nebo zdvojeném laně. Používá také k jištění, v poslední době je stále více nahrazována novějšími jisticími prostředky.
Slaňovací osma funguje na podobném principu jako pásová brzda. Lano je vedeno přes osmu tak, aby relativně malou silou bylo možno vyvozovat a regulovat relativně větší brzdnou sílu.
Při delších a rychlejších slaněních se osma zahřívá – třením lana se vytváří teplo. Slaňovací osma lano nemůže přetavit - nemá k tomu dostatečnou tepelnou kapacitu, ale může se spálit slaňující při snímání osmy z lana po dokončeném slanění. Někteří výrobci opatřují proto osmu držátkem potaženým teflonem.
Význam osmy jako kdysi jediného prostředku pro slaňování a jištění v současné době poklesl, ale stále má svůj význam. S osmou lze snadněji jistit na starých ztvrdlých lanech, nebo lanech s boulovatým a hýbajícím se opletem. Podobně jako u tzv. kyblíků nemá dostatečnou brzdicí sílu při tahu lana přímo dolů, proto je třeba aby ze stanoviště šlo lano k prvolezci alespoň přes jedno postupové jištění, i když přece jen v tomto případě brzdí víc, než kyblíky. Osma se používá na jištění při závodech v lezení na obtížnost, protože dovoluje nejrychlejší a nejhladší podávání lana.
Vynálezcem slaňovací osmy je německý horolezec Prof. Max Frimmer, který si její skicu namaloval do svého deníku 1. 10. 1943 (zdokladováno v Horolezeckém muzeu v Mnichově). Až v roce 1965 byla slaňovací osma podle jeho návrhu poprvé vyráběna a prodávána firmou Sport-Schuster. V USA začala slaňovací osmy později sériově vyrábět firma CMI.